# Eutawville
Eutawville város az USA Dél-Karolina államában, Orangeburg megyében. Lakosainak száma 235 fő (2020. április 1.).

## Népesség
A település népességének változása:

| 2010 | 315 |
| 2020 | 235 |